# Oryzopsis sphacelata
Oryzopsis sphacelata är en gräsart som först beskrevs av Pierre Edmond Boissier och Friedrich Alexander Buhse, och fick sitt nu gällande namn av Eduard Hackel. Oryzopsis sphacelata ingår i släktet Oryzopsis och familjen gräs. Inga underarter finns listade i Catalogue of Life.